# Боров камък (защитена местност)
Вижте пояснителната страница за други значения на Боров камък.
Боров камък е защитена местност в България. Намира се в землището на село Згориград, област Враца.
Защитената местност е обявена на 17 май 1979 г. с цел опазване на вековна букова гора със смесен произход на карстов терен при голям наклон. Част е от територията на природен парк Врачански Балкан и защитена зона Врачански Балкан.
В защитената местност се забранява:
- пашата на домашни животни;
- повреждането на горската растителност;
- преследването на дивите животни и нарушаване на местообитанията им;
- разкриването на кариери, провеждането на минно-геоложки и други дейности, с които се поврежда или изменя ландшафтът;
- извършването на каквото и да е строителство, освен в случаите, когато такова е предвидено по устройствения проект на защитената територия.[1]